# FZ Большого Пса
FZ Большого Пса (лат. FZ Canis Majoris), HD 52942 — тройная звезда в созвездии Большого Пса на расстоянии приблизительно 4212 световых лет (около 1291 парсека) от Солнца.
Первый и второй компоненты — двойная затменная переменная звезда типа Алголя (EA). Видимая звёздная величина звезды — от +8,39m до +8,01m. Орбитальный период — около 1,273 суток.
Орбитальный период третьего компонента — около 536,6 суток.

## Характеристики
Первый компонент — бело-голубая звезда спектрального класса B2,5IV-Vn или B2V. Масса — около 5,01 солнечных, светимость — около 786 солнечных. Эффективная температура — около 15370 К.
Второй компонент — бело-голубая звезда спектрального класса B2,5IV-V или B. Масса — около 4,8 солнечных, светимость — около 625 солнечных. Эффективная температура — около 14150 К.